# 슈비츠
슈비츠(독일어: Schwyz)는 스위스 슈비츠주의 주도로, 면적은 53.25km2, 높이는 516m, 인구는 14,423명(2010년 기준), 인구 밀도는 271명/km2이다. 스위스의 국명 유래가 된 도시이다.
1291년 연방헌장 또는 결국 스위스 건국으로 이어진 헌장인 분데스브리프(Bundesbrief)는 연방헌장 박물관(Bundesbriefmuseum)에서 볼 수 있다.
슈비츠의 공식 언어는 독일어(스위스 변종)이지만, 주요 구어 언어는 알레만계 스위스 독일어 방언의 현지 변종이다.

## 이름
이름에 대한 가장 오래된 특정 기록은 972년으로 거슬러 올라가며, 중세 라틴어로 빌라 스위츠(villa Suittes)로 기록되었다. 924년에서 960년 사이에 Swites (Suites) 및 Switz 형식의 불확실한 기록이 많이 있다. 이름은 13세기에 슈비츠(Schwitz)로 기록되었고, 17~18세기에는 종종 슈바이츠(Schweitz)로 기록되었다. 이름의 어원은 불확실하다. 스위스 전설에 등장하는 동명의 창립자의 이름인 스이토(Suito) 또는 스위터(Switer)에서 유래된 것이 오랫동안, 20세기 전반까지 스위스 학교 교과서에서 찾아볼 수 있었던 설명이다. 현재 이름의 유래에 대한 합의된 이론은 없다. 게르만 어원은 가체트(1867)에 의해 제안되었으며, 고대 독일어 동사 suedan ‘태우다’(거주를 위해 삼림을 화전으로 개간하는 것을 나타냄)에서 이름을 따왔다고 주장했다. 브란트슈테터(1871)는 가체트의 제안에 비판적이며 Svid-의 알레만족 개인 이름에서 파생된 것을 선호한다. 이는 창립 전설의 Suito에 대한 학술적 변호를 제시했기 때문이다.

## 역사

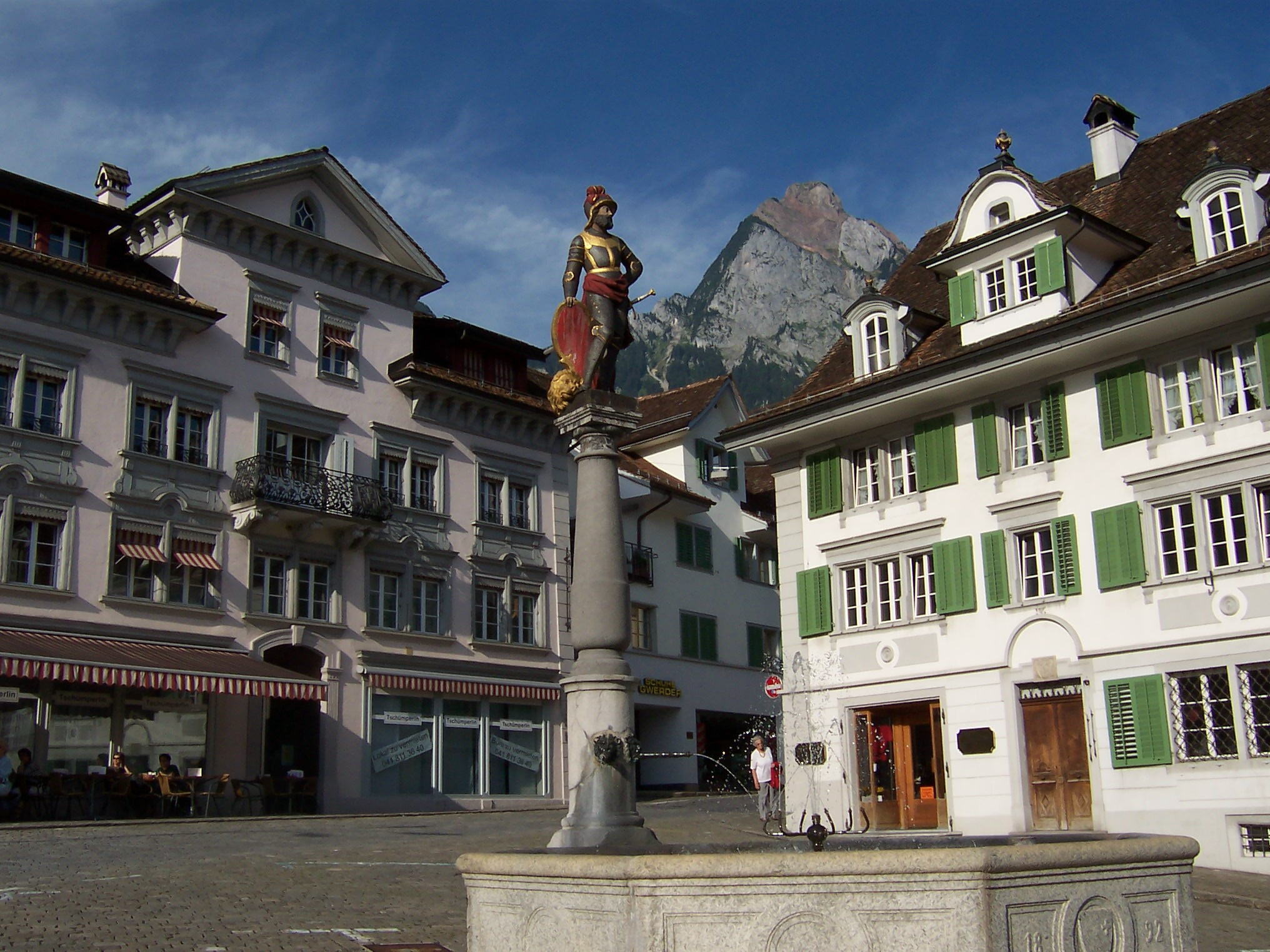
중앙 광장의 분수

슈비츠에서 몇 개의 로마 시대 동전이 발견되었지만, 정착의 가장 초기 증거는 8세기부터이다. 교구 교회의 알레마니 묘지와 교회 자체는 모두 8세기 전반부의 것이다. 이 첫 번째 교회는 1117년 베로나 지진으로 파괴되었을 수 있는 두 번째 오토니아 교회가 1000년경에 이어졌다. 1121년 로마네스크 양식의 세 번째 교회 건물이 축성되었다. 이것은 15세기에 훨씬 더 큰 네 번째 교회가 뒤를 이었고, 1642년에 마을의 많은 부분과 함께 화재로 파괴되었다. 다섯 번째 교회, 초기 바로크 양식의 교회는 심각한 구조적 결함으로 인해 1774년에 헌납된 현재 후기 바로크 양식의 교회로 대체되었다.
슈비츠는 한 주의 주도였기 때문에 많은 정부 기관이 마을과 주를 동시에 관리했고, 마을의 역사는 칸톤의 역사와 밀접하게 연결되어 있다.
1548년 요한 슈투프(Johann Stumpf)의 연대기에 따르면, 구시가지는 원래 마을 광장, 교회와 묘지, 시청, 여관, 기록 보관탑 및 여러 흩어져 있는 목조 주택으로 구성되어 있었다. 1500년경에 슈비츠주와 구별하기 위해 슈비츠 마을은 종종 킬히가센(Kilchgassen)이라고 불렸다. 1642년의 화재로 마을 중앙에 있는 47채의 건물이 파괴되어 마을이 완전히 재건되었다. 새 교회와 새 시청 앞에는 주요 도로가 뻗어 있는 새롭고 더 큰 마을 광장이 세워졌다. 이 집들은 도시 타운하우스와 마을 중심부를 둘러싸고 있는 30여 채의 귀족 농가가 성장하면서 재건되었다. 마을 중심을 둘러싸고 농가가 생겨났다.

## 지리

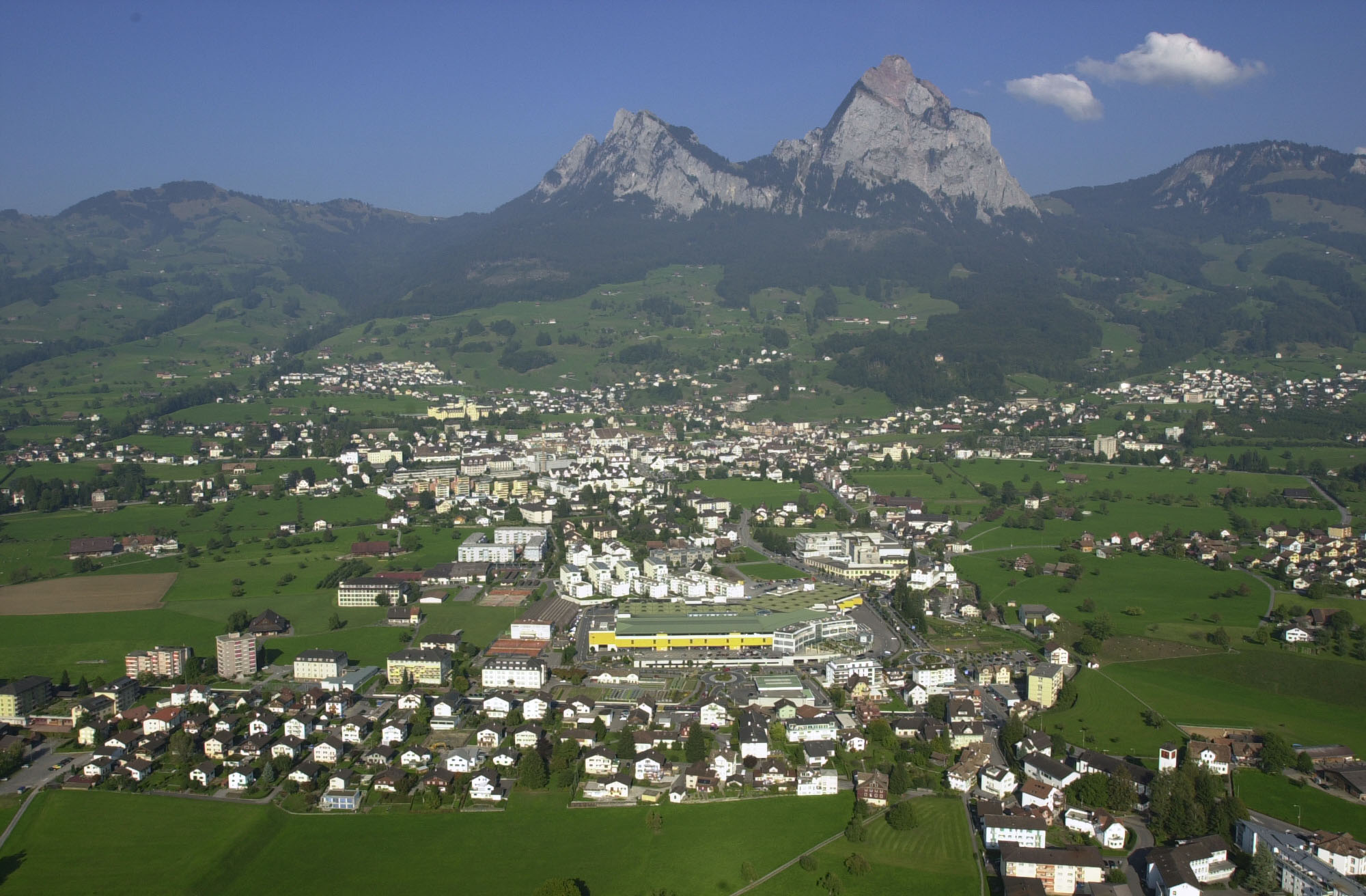
미텐산 아래로 슈피츠 마을의 풍경

슈비츠 타운 외에도 시정촌에는 이바흐, 제벤 및 리켄바흐 정착촌이 포함된다. 동쪽으로 시정촌은 호흐스투클리, 클라이너 미텐, 그로세 미텐, 로텐플루 및 푸르겔렌슈톡 산을 포함하거나 이에 접한다. 무오타강은 루체른 호수로 가는 길에 이 산들과 지자체를 통해 흐른다. 하겐에그 고개와 홀츠에그 고개는 모두 알프탈로 건너고, 이버거에그 고개는 오베리베르크로 건너간다.
.
슈비츠의 면적은 2006년 기준으로 53.2k㎡이다. 이 면적 중 46.4%가 농업용으로 사용되고 39.1%가 산림이다. 나머지 토지 중 8.7%는 정착지(건물 또는 도로)이고 나머지(5.8%)는 불모지(강, 빙하 또는 산)이다.

### 기후
슈비츠의 연간 강우량은 평균 149.2일이며 평균 강수량은 1,629mm이다. 가장 습한 달은 8월로 슈비츠의 평균 강수량은 199mm이다. 이달의 평균 강수량은 13.9일이다. 강수량이 가장 많은 달은 6월로 평균 14.8일이지만 강수량은 182mm에 불과하다. 일년 중 가장 건조한 달은 2월로 13.9일 동안 평균 강수량이 99mm이다.

## 인구통계
2020년 12월 기준, 슈비츠의 인구는 15,435명이다. 2008년 기준으로 인구의 15.6%가 거주하는 외국인이다. 2010-2011년 동안 인구는 0.6% 감소했다. 이민은 -0.9%, 출생 및 사망은 0.0%를 차지했다. 2000년 기준 인구 대부분인 12,441명(90.1%)은 독일어를 모국어로 사용하며, 세르보-크로아티아어가 378명(2.7%)으로 두 번째로 많이 사용하고, 이탈리아어가 273명(2.0%)으로 세 번째로 사용된다. 프랑스어를 할 줄 아는 사람은 23명, 로만슈어를 할 줄 아는 사람은 25명이다.
2008년 기준으로 인구는 남성 49.9%, 여성 50.1%이다. 인구는 5,824명의 스위스 남성(인구의 42.2%), 1,058명(7.7%)의 비스위스계 남성, 5,932명의 스위스 여성(43.0%) 및 988명의 비스위스계 여성(7.2%)으로 구성되었다. 자치제 인구 중 6,681명(약 48.4%)이 슈비츠에서 태어나 2000년에 그곳에 살았다. 같은 주에서 태어난 2,195명(15.9%)이 있었고, 스위스 다른 곳에서 태어난 2,780명(20.1%), 1,797명(1,797명)이었다. 또는 13.0%가 스위스 밖에서 태어났다.
2000년 기준으로 아동·청소년(0~19세)이 25.6%, 성인(20~64세)이 60.3%, 노인(64세 이상)이 14.1%를 차지하고 있다.
2000년 기준으로 시정촌에 미혼이거나, 독신인 사람은 6,314명이다. 기혼자는 6,305명, 미망인은 722명, 이혼한 사람은 461명이었다.
2000년 기준으로 시정촌에는 5,250가구의 개인 가구가 있고, 가구당 평균 2.5명이 살고 있다. 1인 가구는 1,582가구, 5인 이상 가구는 536가구였다. 2000 년에는 총 4,968세대(전체의 90.3%)가 상설 임대되었으며, 375세대(6.8%)가 성수기이며 156세대(2.8%)가 비어 있었다. 2009년 기준 신규주택 건설률은 인구 1000명당 4.8세대였다.
2003년 현재 슈비츠의 평균 아파트 임대료는 월 1185.58 스위스 프랑 (CHF)이었다(2003년부터 US$950, £530, €760 약 환율). 방 1개짜리 아파트의 평균 가격은 543.08 CHF(US$430, £240, €350)였고, 방 2개짜리 아파트는 약 904.87 CHF(US$720, £410, €580), 방 3개짜리 아파트는 약 1068.78 CHF(US$860, £480, €680) 및 6개 이상의 방 아파트 비용은 평균 1461.34 CHF(US$1170, £660, €940)이다. 슈비츠의 평균 아파트 가격은 전국 평균 1116CHF의 106.2%였다. 2010년 시정촌 공실률은 0.25%였다. The vacancy rate for the municipality, in 2010, was 0.25%.

### 역사적 인구
역사적 인구는 다음의 차트와 같다:
| 역사적 인구 데이터 | 역사적 인구 데이터 | 역사적 인구 데이터 | 역사적 인구 데이터 | 역사적 인구 데이터 | 역사적 인구 데이터 | 역사적 인구 데이터 | 역사적 인구 데이터 | 역사적 인구 데이터 | 역사적 인구 데이터 | 역사적 인구 데이터 | 역사적 인구 데이터 |
| 연도               | 총 인구            | 독일어 화자        | 이탈리아어 화자    | 가톨릭             | 개신교             | 기타               | 유대계             | 이슬람계           | 종교를 알 수 없음  | 스위스계           | 비스위스계         |
| ------------------ | ------------------ | ------------------ | ------------------ | ------------------ | ------------------ | ------------------ | ------------------ | ------------------ | ------------------ | ------------------ | ------------------ |
| 1621               | 2,052              |                    |                    |                    |                    |                    |                    |                    |                    |                    |                    |
| 1669               | ca. 2,500          |                    |                    |                    |                    |                    |                    |                    |                    |                    |                    |
| 1743               | 4,639              |                    |                    |                    |                    |                    |                    |                    |                    |                    |                    |
| 1799               | 6,338              |                    |                    |                    |                    |                    |                    |                    |                    |                    |                    |
| 1802               | ca. 5,000          |                    |                    |                    |                    |                    |                    |                    |                    |                    |                    |
| 1837               | 5,225              |                    |                    |                    |                    |                    |                    |                    |                    |                    |                    |
| 1850               | 5,432              |                    |                    | 5,428              | 4                  |                    |                    |                    |                    | 5,406              | 26                 |
| 1870               | 6,137              |                    |                    | 6,114              | 38                 |                    |                    |                    |                    | 5,987              | 167                |
| 1888               | 6,616              | 6,424              | 110                | 6,552              | 64                 | 21                 |                    |                    |                    | 6,380              | 236                |
| 1900               | 7,398              | 7,072              | 246                | 7,268              | 129                | 18                 | 1                  |                    |                    | 6,911              | 487                |
| 1910               | 8,000              | 7,549              | 352                | 7,807              | 184                | 48                 | 3                  |                    |                    | 7,399              | 601                |
| 1930               | 8,256              | 7,866              | 245                | 8,004              | 246                | 50                 |                    |                    |                    | 7,830              | 426                |
| 1950               | 10,259             | 9,827              | 255                | 9,888              | 358                | 92                 | 1                  |                    |                    | 9,896              | 363                |
| 1970               | 12,194             | 11,206             | 744                | 11,615             | 501                | 209                |                    | 5                  | 17                 | 11,080             | 1,114              |
| 1990               | 12,872             | 11,530             | 453                | 11,420             | 667                | 849                | 3                  | 225                | 160                | 11,319             | 1,553              |
| 2000               | 13,802             | 12,441             | 273                | 11,269             | 751                | 1,065              | 5                  | 502                | 377                | 11,756             | 2,046              |

### 종교

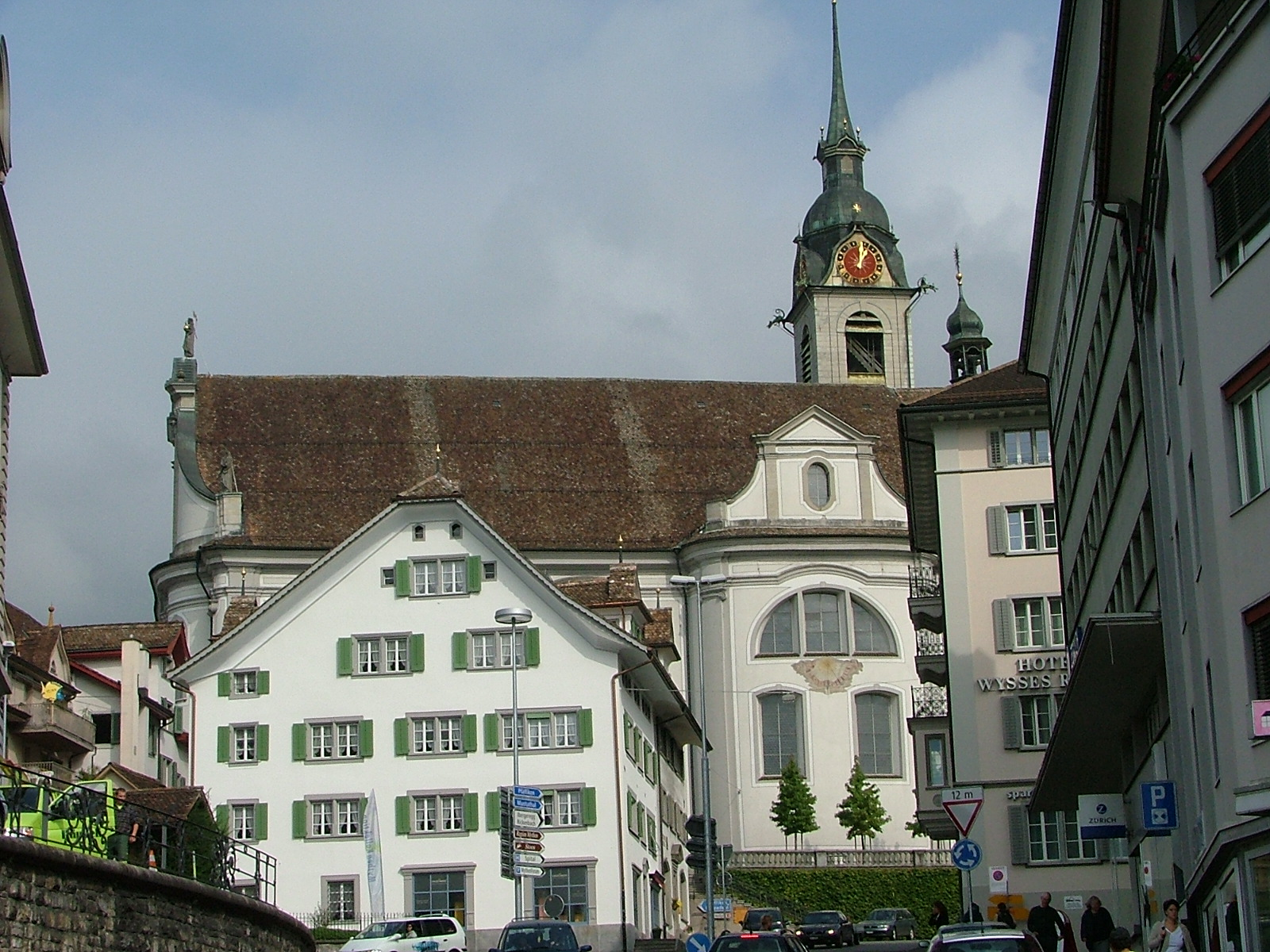
성 마틴 로마 가톨릭 교회

2000년 인구 조사에 따르면 11,269명(81.6%)이 로마 가톨릭 신자이고, 675명(4.9%)이 스위스 개혁 교회에 속해 있다. 나머지 인구 중 정교회 교인이 423명(인구의 약 3.06%), 크리스천 가톨릭 교회 교인은 7명(인구의 약 0.05%)이었다. 다른 기독교 교회에 속한 개인이 155명(또는 인구의 약 1.12%)이었다. 유대인은 5명(인구의 약 0.04%)이었고, 이슬람교인은 502명(인구의 약 3.64%)이었다. 42명의 불교도가 있었다. 힌두교인 31명과 다른 교회에 속한 7명이 있었다. 377명(인구의 약 2.73%)이 교회에 속하지 않고, 불가지론자 또는 무신론자이며, 385명(인구의 약 2.79%)이 질문에 대답하지 않았다.

## 경제
2010년 현재 슈비츠의 실업률은 1.8%이다. 2008년 기준으로 1차 경제 부문에 484명이 고용되어 있으며, 이 부문에 약 174개 기업이 참여하고 있다. 2,756명이 2차 부문에 고용되었고, 이 부문에 179개의 기업이 있었다. 7,099명이 3차 부문에 고용되었으며, 이 부문에는 696개의 기업이 있다.
2008년에 정규직에 상응하는 총 일자리수는 8,570개였다. 1차 부문의 일자리 수는 303개였으며, 그중 273개는 농업에, 30개는 임업 또는 목재 생산에 종사했다. 2차 부문의 일자리 수는 2,647개로 그 중 제조업 1,589개(60.0%), 광업 8개(0.3%), 건설 928개(35.1%)였다. 3차 부문의 일자리는 5,620개였다. 3차 부문에서; 1,357개(24.1%) 도소매 또는 자동차 수리업, 306개(5.4%) 상품 이동 및 보관), 272개(4.8%) 호텔 또는 레스토랑, 136개(2.4%) 정보 산업), 733 또는 13.0%가 보험 또는 금융 산업, 427개(7.6%)가 기술 전문가 또는 과학자, 260개(4.6%)가 교육, 1,053개(18.7%)가 의료 분야였다.
2000년 기준 자치단체로 통근하는 근로자는 4,484명, 출퇴근자는 2,168명이었다. 지자체는 근로자 순수입 지자체이며, 1명이 전출될 때마다, 약 2.1명의 근로자가 지자체에 진입된다. 근로 인구 중 13.6%가 대중교통을 이용하여 출퇴근하고, 45.3%가 자가용을 이용하였다.

## 교육

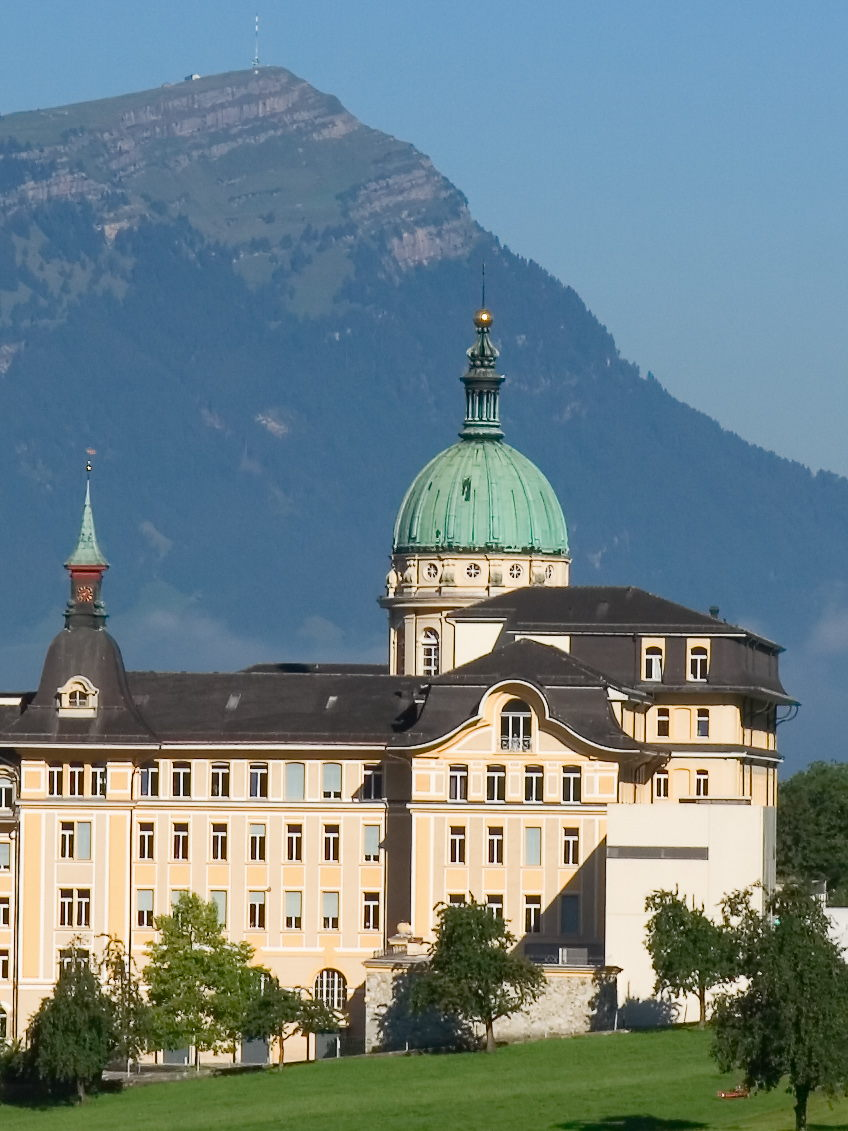
칸톤슐레 콜레기움 슈피츠, 상위 중등교육 기관

슈비츠에서는 인구의 약 4,873명(35.3%)이 필수가 아닌 고등교육을 이수했으며, 1,473명(10.7%)이 추가 고등교육(대학 또는 응용학문대학)을 마쳤다. 고등교육을 이수한 1,473명 중 71.1%가 스위스 남성, 19.4%가 스위스 여성, 5.3%가 비스위스계 남성, 4.1%가 비스위스계 여성이었다. 2000년 기준으로 슈비츠에는 다른 시정촌에서 온 학생이 419명, 시외 학교에 다니는 주민은 186명이었다.
슈비츠는 주립 비블로텍 슈비츠 도서관의 고향이다. 도서관은 (2008년 현재) 108,142권의 책 또는 기타 매체를 보유하고 있으며, 같은 해에 136,064권을 대출했다. 그 해에는 주당 평균 29시간 동안 총 276일을 열었다.
슈비츠의 주요 학교는 주립학교 콜레기움 슈비츠 (KKS)로 체육관과 직업 또는 기술 대학인 상급 중등학교이다. KKS는 150년 이상 운영되어 왔지만 여러 오래된 학교를 기반으로 한다. 슈비츠의 첫 번째 라틴어 학교는 성 요제프 임 루의 이전 코푸친 수도원에서 1627년에 문을 열었다. 이 학교는 1798년 프랑스 침공 때까지 열려 있었다. 1841년 7월 25일, 예수회는 현대 콜레기움 부지에 예수회 대학이 될 초석을 놓았다. 학교는 1844년에 문을 열었지만, 3년 동안만 예수회의 통제 하에 있었다. 1847년에 연방군은 슈비츠로 진군하여 가톨릭 존더분트를 진압하고, 예수회를 강제로 추방시켰다. 1855년 카푸친 교부 테오도시우스 플로렌티니에 의해 다시 문을 열었고, 다음 해에 학생들을 가르치기 시작했다. 학교는 1970년대까지 종교 교사와 세속 교사를 모두 사용하여 학생들을 계속 가르쳤다. 1972년에 중학교 하위 학생들은 페피콘으로 이사했고, 학교는 상위 2차 주립 중등학교가 되었다.

## 교통

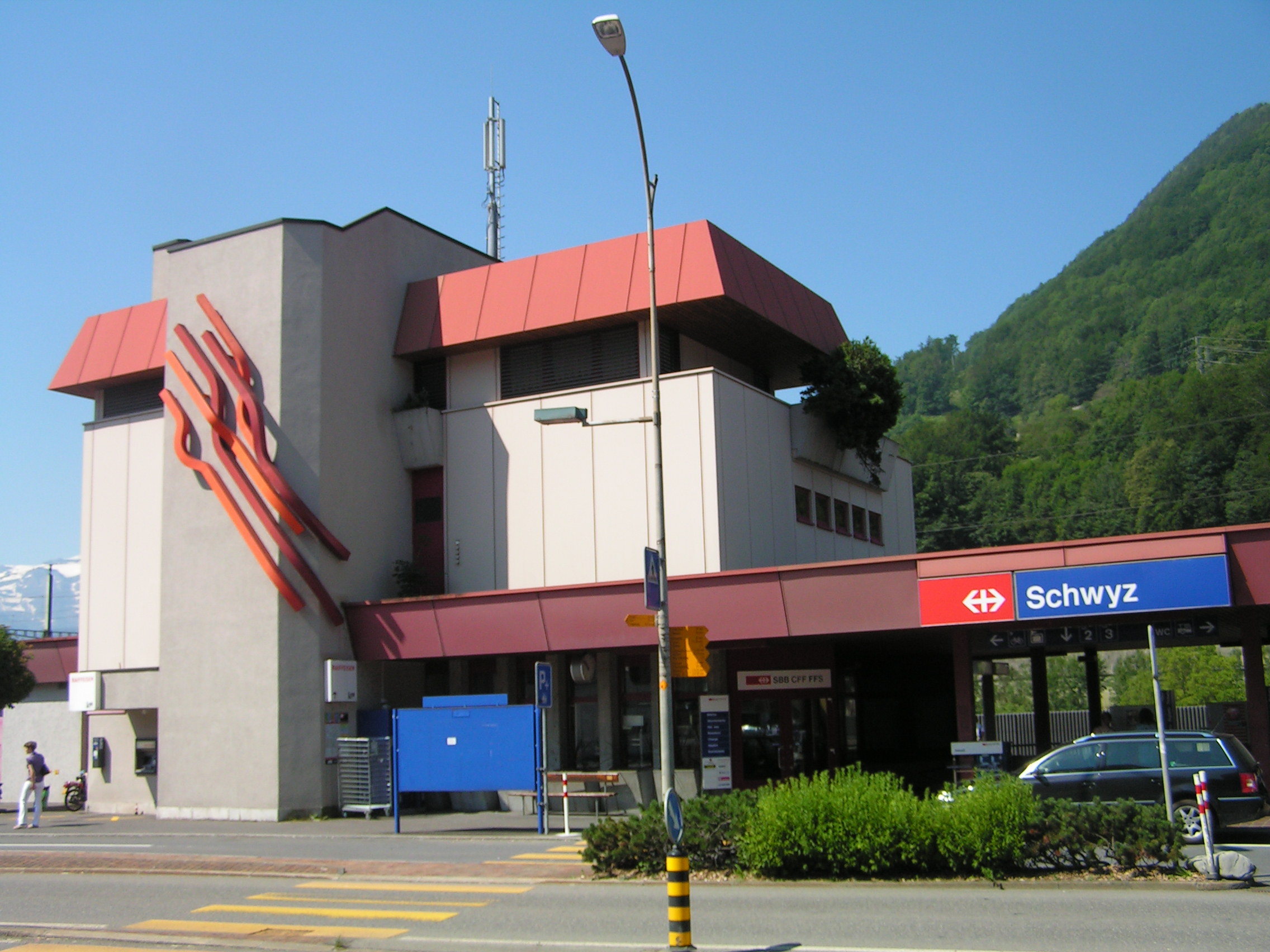
슈피츠역

취리히와 브루넨 사이의 A4 고속도로는 시정촌의 서쪽을 통과하며 도시는 주요 도로와 고속도로 교차로로 연결되어 있다. 다른 주요 도로는 도시를 루체른 (루체른 호수의 두 강둑을 따라), 고타드 고개와 스위스 남부, 슈비츠 주의 북쪽에 있는 페피콘과 아인지델른으로 연결한다. 작은 도로는 이버거에그 고개를 지나 오베리베르크로 이동하여 아인지델른으로 가는 대체 경로를 제공한다. 다른 작은 도로는 하겐에그 고개와 홀츠에그 고개의 정상 부근에 도달한다. 그러나 하이킹 코스만이 실제로 이 고개를 건너 알프탈까지 계속된다.
고트하르트 철도에 있는 슈비츠역은 제벤 교구의 마을에서 약 2km 떨어진 곳에 있다. 역은 인터레기오 및 S-반 열차가 운행된다.
스위스 남동부 철도에 대한 초기 계획에는 현재 페피콘 SZ-아트-골다우 철도가 아트-골다우역 대신 브룬넨역에서 끝나는 것에 대한 제안이 포함되었다. 그 제안이 결실을 맺었다면, 슈비츠 타운 센터에는 처음에는 Kollegi 축구장에, 나중에는 슈타이슈테크에 기차역이 있었을 것이다.
1900년 10월 6일부터 1963년 12월 14일까지 슈비처 슈트라센바넨은 슈비츠역과 시내 중심가를 연결했다. 1915년 5월 8일 슈비츠와 브룬넨제 사이의 추가 구간이 개통되었으며, 같은 날 슈비츠 SBB-슈비츠 노선이 폐쇄되었다. 트램은 결국 아우토 AG 슈비츠로 대체되었으며, 현재 아우토 AG 슈비츠는 현재 루체른 및 슈비츠주에서 12개의 버스 노선을 운영하고 있다.
곤돌라 리프트인 로텐플루반은 리켄바흐와 로텐플루 산 정상을 연결한다. 이 산은 여름에는 루체른 호수 지역을 조망할 수 있는 인기 명소이며 겨울에는 스키장이다.